# Monteverdi Marittimo
Monteverdi Marittimo är en ort och kommun i provinsen Pisa i regionen Toscana i Italien. Kommunen hade 756 invånare (2018).